# Rifugio Barbustel
Das Rifugio Barbustel (auch Rifugio Barbustel Lac Blanc) ist eine Schutzhütte im Aostatal in den Grajischen Alpen. Sie liegt in einer Höhe von 2132 m s.l.m. im Höhental Valle di Champdepraz in der Gemarkung Lac Blanc innerhalb der Gemeinde Champdepraz. Die Hütte wird von Ende Juni bis Mitte September bewirtschaftet und bietet in dieser Zeit 40 Bergsteigern Schlafplätze.
Die Schutzhütte liegt innerhalb des Naturparks Parco naturale del Mont Avic.

## Aufstieg
Der Aufstieg zur Hütte beginnt im Ortsteil Cort, der zu Champorcher gehört.
Für den gesamten, keinerlei Schwierigkeiten aufweisenden Weg (Wegmarkierungen 10 und 10c) vom Parkplatz bei Cort bis zum Rifugio Barbustel sind ungefähr 1 Stunde 40 Minuten zu veranschlagen. Alternativ kann die Hütte innerhalb 3 Stunden vom Ortsteil La Veulla begangen werden (Markierungen 5 und 5c).

## Geschichte
Die Schutzhütte wurde vom Unternehmer Luigi Berger errichtet und im Jahr 1997 eingeweiht.

## Tourenmöglichkeiten
Von der Hütte können eine Fülle kleiner Gletscherseen, wie den Lago Bianco, den Lago Nero sowie den Lago Cornù erreicht werden. Etwas anspruchsvoller sind die Wege zu den Seen Gran Lago und Lago Gelato.

### Übergänge
- Übergang zur Schutzhütte Rifugio Dondena – (2110 m) über den Mont Glacier (3186 m)  und den Col Fussi (2912 m)
- Übergang zum Tal Val Clavalité über den Col Medzove (2614 m)

### Gipfeltouren
Folgende Gipfel können von der Hütte erreicht werden:
- Mont Glacier (3136 m)
- Mont Avic (3008 m)
- Monte Orso (2717 m)